# Jamides nicevillei
Jamides nicevillei är en fjärilsart som beskrevs av Evans 1925. Jamides nicevillei ingår i släktet Jamides och familjen juvelvingar. Inga underarter finns listade i Catalogue of Life.